# David Brown Ltd.

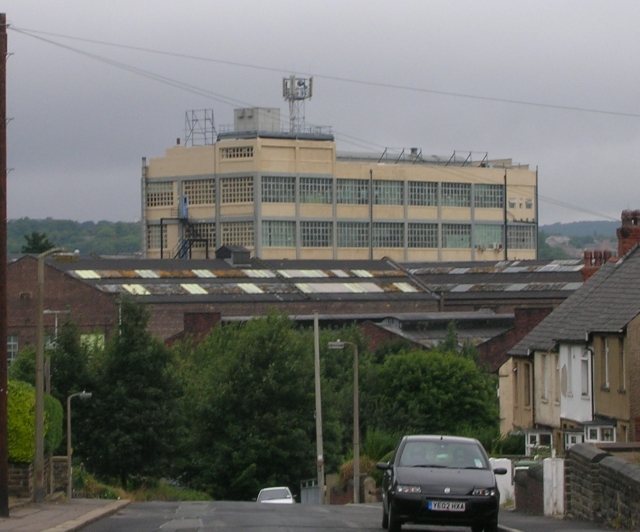
Fábrica de David Brown Gears,
Park Works, en Huddersfield (2005)

David Brown Engineering Limited es una empresa de ingeniería inglesa, dedicada principalmente a la fabricación de engranajes y cajas de cambios. Su principal planta de fabricación de engranajes se encuentra en Swan Lane, Lockwood (West Yorkshire), cerca de Huddersfield, adyacente a la Estación de Ferrocarril de Lockwood. Lleva el nombre del fundador de la empresa, David Brown, aunque está más asociado con su nieto, Sir David Brown (1904–1993).

## Historia

### David Brown
Fundada en 1860 como una empresa de fabricación de matrices, en 1873 David Brown había comenzado a concentrarse en los sistemas de engranajes y en 1898 se especializó en los engranajes mecanizados a máquina.
La compañía se mudó en 1902 a Park Works en Huddersfield, donde la empresa tiene su sede hoy.

### David Brown & Sons, Huddersfield (el grupo de Huddersfield)
Cuando el fundador de la empresa David Brown murió en 1903, sus hijos Percy y Frank se hicieron cargo del negocio y comenzaron la fabricación de engranajes, unidades de engranajes completas, máquinas cortadoras de engranajes, herramientas y equipos, cojinetes y ejes y engranajes de tornillo sin fin. Su fundición producía fundiciones de acero y de metales no ferrosos, empleados en todo tipo de vehículos a motor, aviones y barcos, así como en una amplia gama de productos de la industria británica.
De 1908 a 1915, David Brown and Sons diseñó, desarrolló y fabricó el automóvil Valveless bajo la dirección del ingeniero Frederick Tasker Burgess (1879-1929), más tarde ingeniero jefe de Humber, y posteriormente miembro del equipo que desarrolló el primer motor Bentley 3 Litros.
En 1913, establecieron una empresa conjunta en Estados Unidos con Timken para unidades de tornillo sin fin Radicon. Al final de la Primera Guerra Mundial, la fuerza laboral había aumentado de 200 a 1000 trabajadores cuando comenzaron a construir unidades de propulsión para buques de guerra y mecanismos de accionamiento para armamentos. En 1921, la empresa era el mayor fabricante de engranajes helicoidales del mundo.
En 1930, la compañía se hizo cargo de P. R. Jackson Ltd, otra empresa local de fabricación de engranajes y fundición de acero. El hijo mayor de Percy (Sir David Brown) se convirtió en director general en 1931 tras la muerte de Percy en junio de ese año. W. S. Roe fue nombrado director general adjunto con David, pero murió en abril de 1933. Percy fue nombrado presidente. La compañía formó otra empresa conjunta en el extranjero con Richardson Gears (Pty) Ltd de Footscray, Victoria, Australia, en 1934. Ese mismo año, la empresa se mudó a un antiguo molino de seda en Meltham, en el lado sur de Huddersfield. Brown comenzó a construir tractores con Harry Ferguson allí en 1936.
La compañía obtuvo una patente para una transmisión de tanque usando un sistema de dirección diferencial controlado, conocido como el sistema Merritt-Brown, ideado por el Dr. H. E. Merritt, Director de Diseño de tanques en el Arsenal Real de Woolwich, en 1935. El primer vehículo en el uso de este sistema fue el Tanque Churchill, y posteriormente se usó en el carro de combate Centurion y en el FV 214 Conqueror, así como en el carro de combate de asalto pesado Tortoise.
En 1951, los grupos Huddersfield y Tractor poseían terrenos y edificios en Huddersfield, Penistone y Meltham, sobre unos 150 acres (61  ha) de terreno. Otros 260 000 pies cuadrados (2,4 ha) de suelo se mantuvieron en arrendamiento.
Los engranajes fabricados por David Brown Ltd. y accionados por motores eléctricos fabricados por Brook Crompton (Electric) Motors, cuya fábrica estaba en Brockholes, se utilizan para girar la parte superior de la BT Tower en Londres.

### Grupo de tractores David Brown

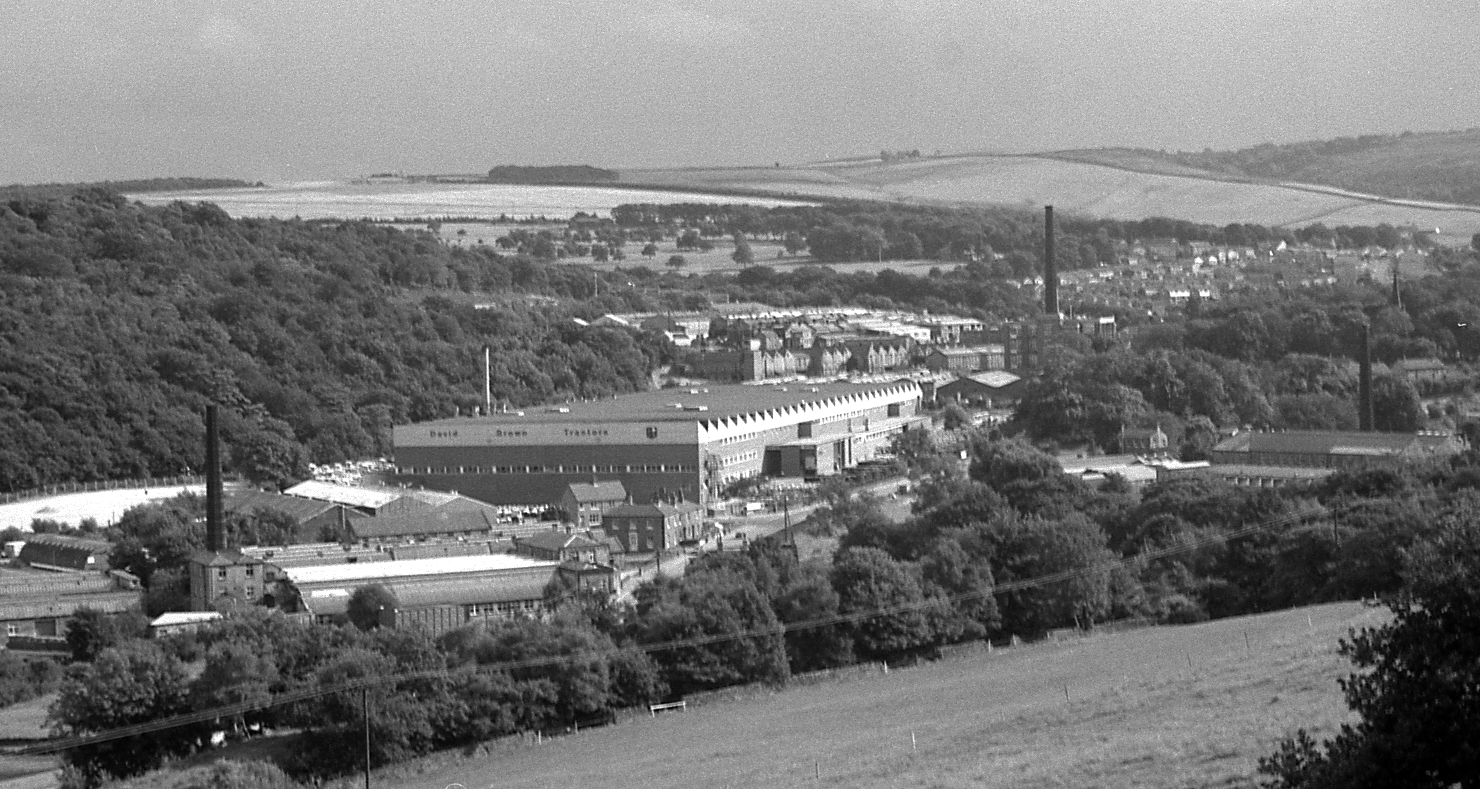
Factoría de Tractores David Brown en Meltham Mills (1981)

Controlada personalmente desde sus inicios por David Brown (1904–1993), la primera incursión en la producción de tractores fue en un proyecto conjunto con Harry Ferguson en 1936, construyendo el tractor Ferguson-Brown. David Brown se convirtió en uno de los mayores fabricantes de tractores británicos en el período de posguerra, con una importante planta de fabricación en Meltham, en Yorkshire del Oeste (Inglaterra). La compañía abrió nuevos caminos que otros solo seguirían más tarde, pero ser una empresa pionera finalmente condujo a su caída. El Ferguson-Brown tenía muchas características innovadoras, incluido el uso de aleación fundida para muchos de los componentes, lo que hacía que fuese ligero pero propenso a sufrir daños. El Ferguson-Brown usó un motor Coventry Climax para los primeros 350 tractores. Brown desarrolló su propio motor que se instaló en la producción posterior. La producción total fue de 1350 + 1, construido este último a partir de piezas en 1940, después de que terminó la producción.

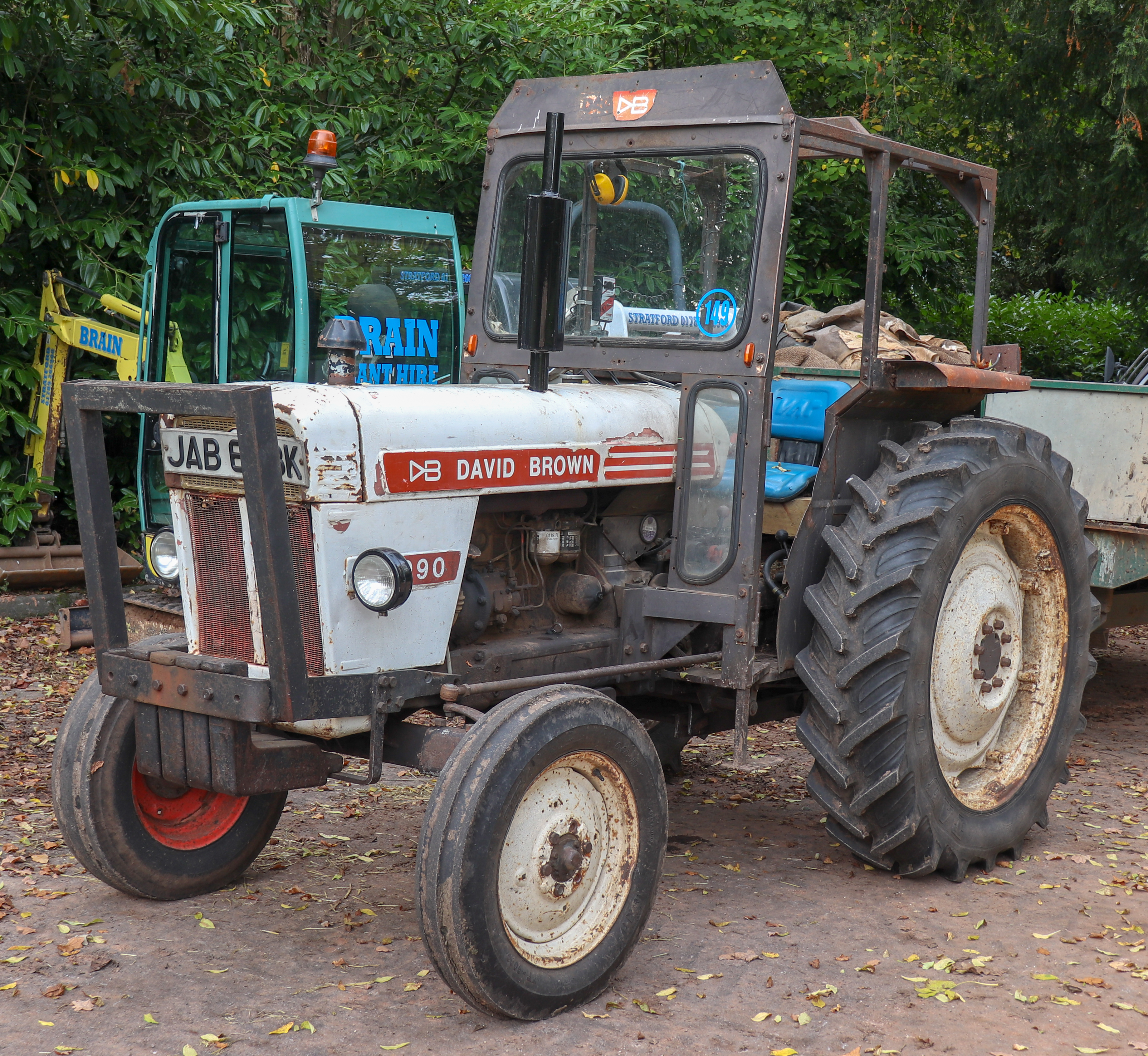
Tractor David Brown 990 de 1971

Brown y Ferguson discreparon sobre los detalles del diseño del tractor a finales de los años 30, lo que llevó a David Brown a diseñar su propia versión, el VAK1, en secreto. Este fue lanzado en el Royal Show de 1939. Ferguson se separó de Brown y se unió a Henry Ford en 1938, después de un acuerdo de 'apretón de manos', para permitir que su 'Sistema Ferguson' de enganche tripuntal se usara en los tractores Fordson Serie N. Ese acuerdo finalmente fue rescindido por el nieto de Ford en 1947 y Ferguson nuevamente se separó para formar Ferguson Tractor en 1948.

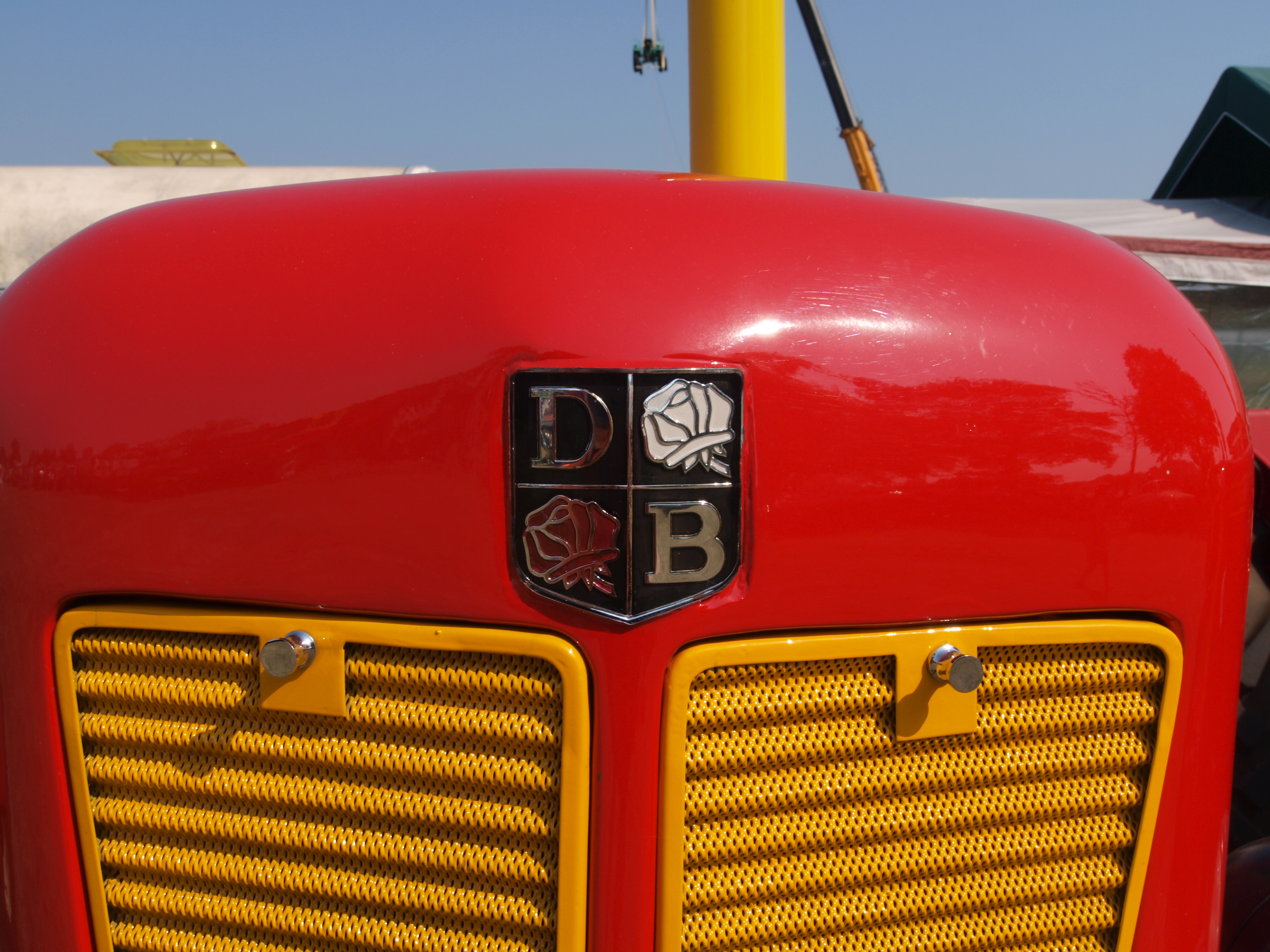
Emblema de David Brown con las rosas blanca y roja

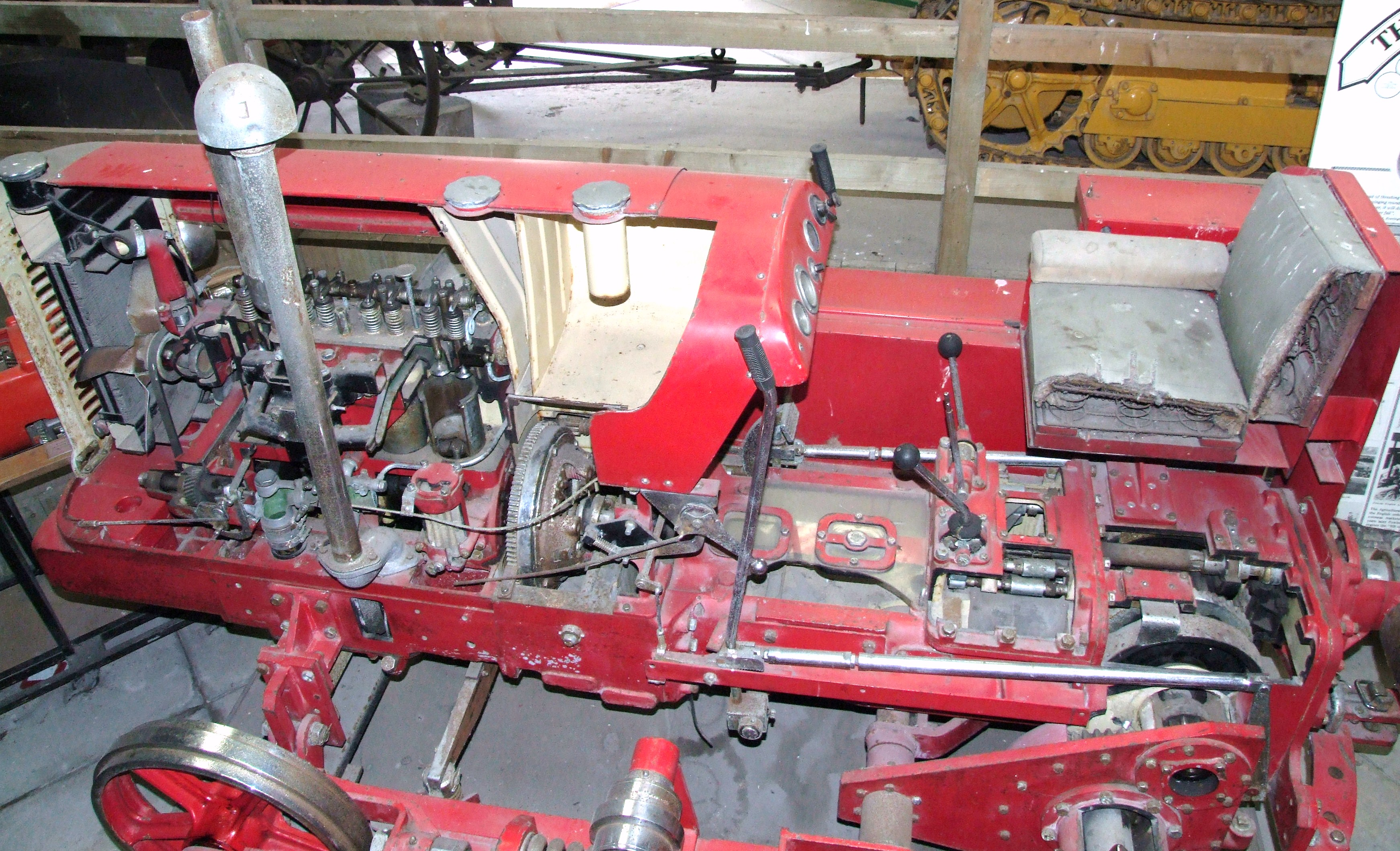
Vista lateral en sección de un Trackmaster 30T de 1953

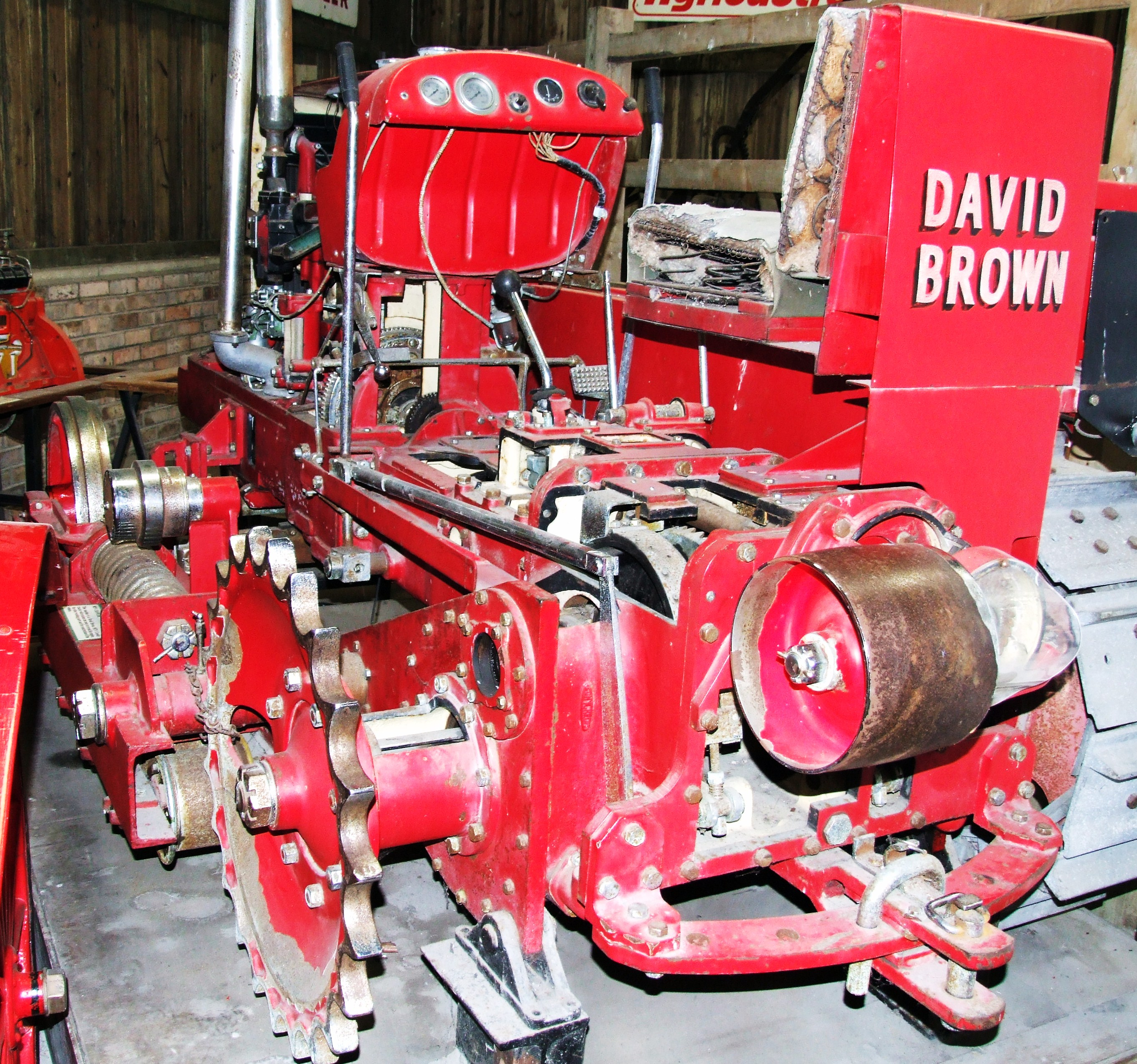
Vista trasera en sección de un Trackmaster 30T de 1953

Durante la Segunda Guerra Mundial se lanzó el nuevo tractor de Brown más pesado, el VAK1, con más de 7.700 unidades finalmente vendidas, lo que convirtió a Brown en un hombre rico. Se decía que el tractor David Brown era el único que se construía sobre un chasis de hierro fundido muy resistente, donde otros fabricantes unían los componentes para formar una construcción sin chasis que era más débil. Brown también construyó remolcadores de aviones (VIG) para la RAF y para tirar de los carros de bombas utilizados para rearmar los aviones. Estos remolcadores son distintivos, con neumáticos tipo camión, carrocería envolvente y parachoques en la parte delantera y trasera, algunos equipados con cabrestantes. En 1942, Brown comenzó a fabricar una versión sobre orugas, el DB4, construido para los ingenieros del ejército y resolvió algunos de los problemas encontrados con el VTK, y eludió un embargo sobre las máquinas importadas para uso militar. Estaba propulsado por un motor de 38 h.p. Dorman Diésel y caja de cambios de cinco velocidades. Fue reemplazado en 1950 por el Trackmaster 30.
La división de tractores se hizo cargo de la firma de Lancashire de Harrison, McGregor & Guest Ltd, que producía la marca Albion de maquinaria agrícola para complementar la línea de productos de tractores. Después de la adquisición, la insignia de la empresa se modificó para incorporar la rosa blanca de Yorkshire y la rosa roja de Lancashire. La división de Tractores contaba con diez filiales en todo el mundo. Durante un tiempo, llegó a exportarse el 80% de la producción. Las ventas fueron manejadas por 2.508 agentes en 100 países. Sin embargo, una recesión mundial vio caer las ventas de tractores, y después de enfrentar la tormenta y con la deuda de un nuevo edificio y una línea de producción para financiar, era inevitable que la empresa fuera puesta a la venta, siendo comprada por Tenneco, que también era propietaria del fabricante de tractores estadounidense J.I. Case Company. Toda esperanza de ver prosperar a la fábrica se desvaneció cuando se anunció que para sobrevivir, la fábrica de Huddersfield debería competir con la planta de tractores de International Harvester en Doncaster, con las probabilidades a favor de esta última, especialmente gracias a su mejor acceso a la red de autopistas. La fábrica de Meltham se cerró, finalizando así la historia de una respetada marca británica.

#### Lagonda y Aston Martin Tractor Group
En 1947, Brown vio en un anuncio clasificado en The Times, ofreciendo la venta de un Negocio de motores de clase alta. Brown adquirió Aston Martin por 20.500 libras y, al año siguiente, Lagonda por 52.500 libras, seguidas por la compra del carrocero Tickford en 1955. Posteriormente concentró toda la fabricación de Aston Martin en las instalaciones de Tickford en Newport Pagnell. Los años de David Brown vieron la producción de la legendaria serie DB de Aston Martin, que apareció en algunas películas de James Bond.
David Brown también tenía conexiones con la constructora naval Vosper y con los fabricantes de maquinaria Delapina y Radyne.
Tanto Aston Martin como Lagonda se vendieron en 1972 por 100 libras esterlinas nominales al grupo Company Developments Limited, cuando ambas estaban atravesando graves problemas financieros.

### Venta de tractores David Brown a Case 1972
En 1972, las operaciones de tractores se vendieron a Tenneco Inc. de Amárica, propietaria de la empresa de tractores J.I. Case. La venta se debió a una combinación de una reducción en el mercado de tractores del Reino Unido, mayores costos de desarrollo de productos, la necesidad de cumplir con las nuevas regulaciones sobre salud y seguridad y una mayor competencia de la maquinaria importada. Case aplicó el nombre y la marca David Brown a algunos de sus propios modelos de tractores en el mercado del Reino Unido hasta principios de la década de 1980, antes de abandonar el nombre en favor de la marca Case IH.

### Venta por parte de la familia David Brown: compra por parte de la dirección 1990
En 1990 la familia de David Brown enajenó su participación a la dirección de la empresa. Luego lanzó a David Brown como una empresa pública en 1993. David Brown fue adquirida por Textron Inc. en octubre de 1998.
Esta empresa, que opera como David Brown Engineering Ltd y tiene su sede en Huddersfield, sigue siendo un proveedor de sistemas de transmisión pesados para aplicaciones industriales, de defensa, ferroviarias y marítimas. Sus productos incluyen transmisiones para los Challenger 2 británicos y los M2/M3 Bradley estadounidenses. Las transmisiones ferroviarias se producen para su sucursal china 'David Brown China', en una asociación conjunta llamada 'Jiangsu Shinri David Brown Gear Systems' en una fábrica en Changzhou, cerca de Shanghái.

### Venta por Textron 2008
En septiembre de 2008, se anunció que David Brown Gear Systems y las empresas asociadas, David Brown Hydraulics con sede en Poole en Dorset, Maag Pumps de Suiza y Union Pumps de EE. UU. se venderían a Clyde Blowers de Escocia, propiedad del empresario Jim McColl, mediante un acuerdo de 368 millones de libras esterlinas.
En 2016, David Brown se fusionó con Santasalo para formar David Brown Santasalo. La sociedad conjunta quedó en manos de N4 Partners.

## Productos

### Gama de tractores David Brown

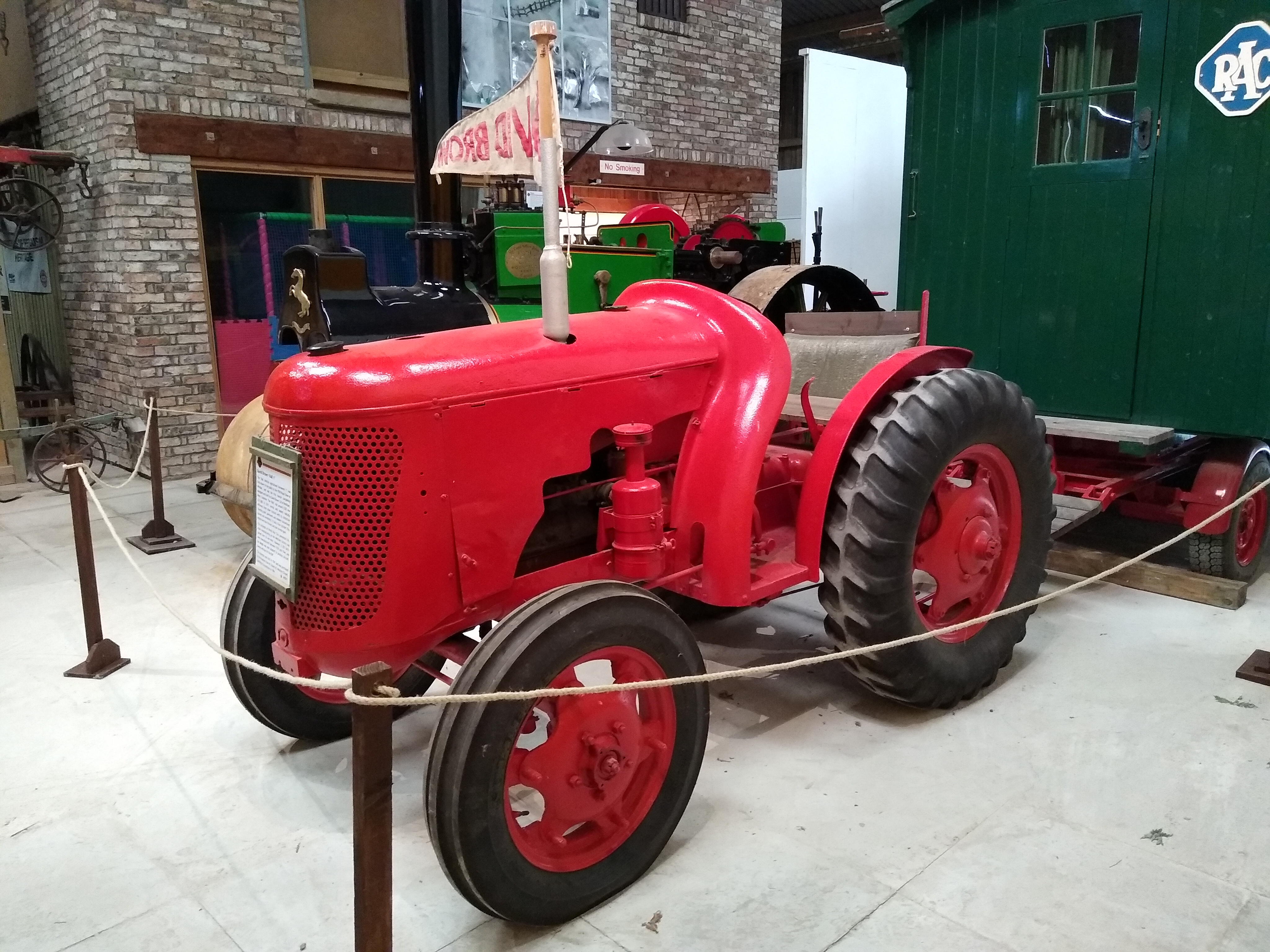
VAK 1

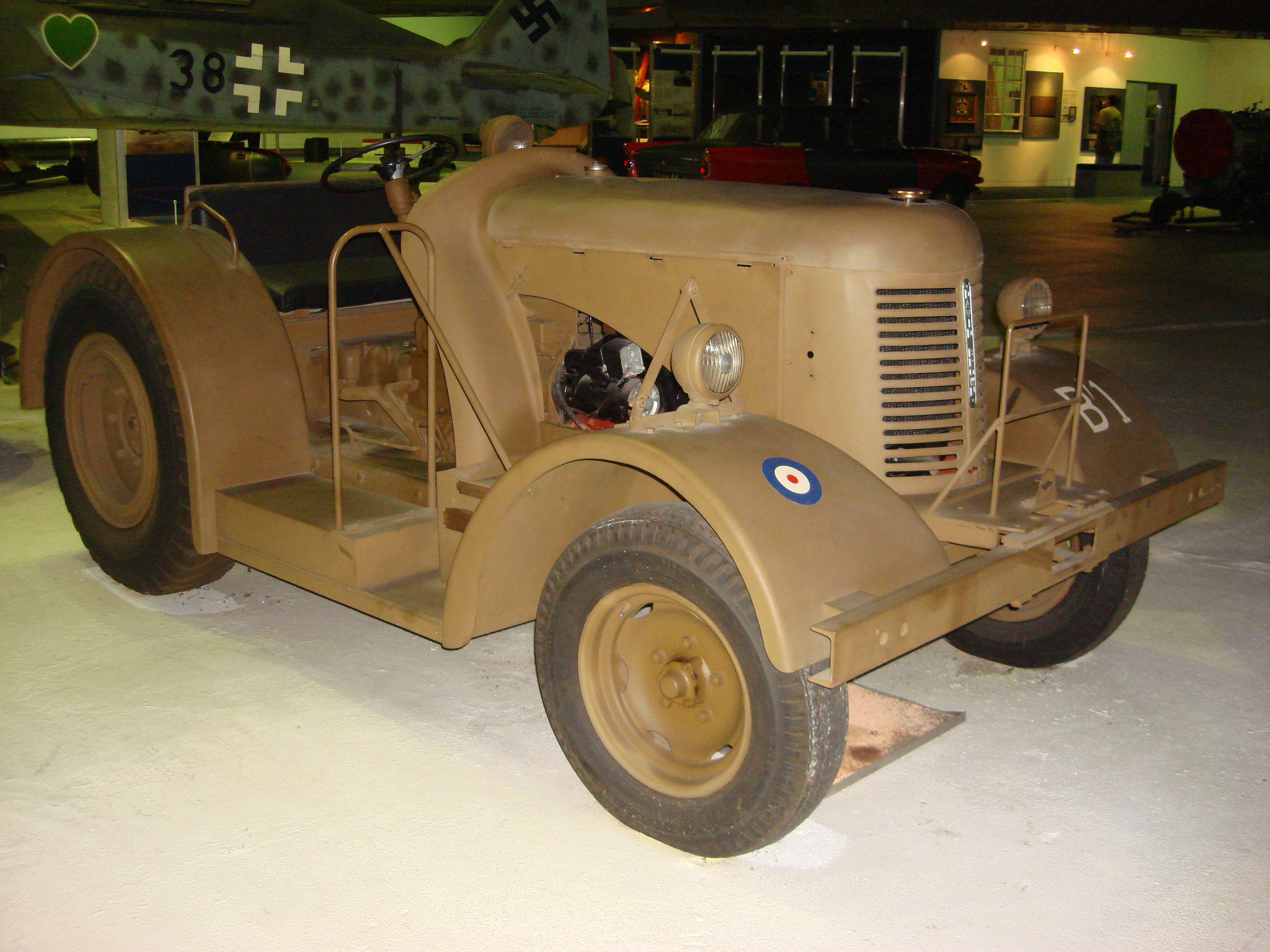
Tractor diésel ligero David Brown Mk2 en el Museo de la RAF, Londres

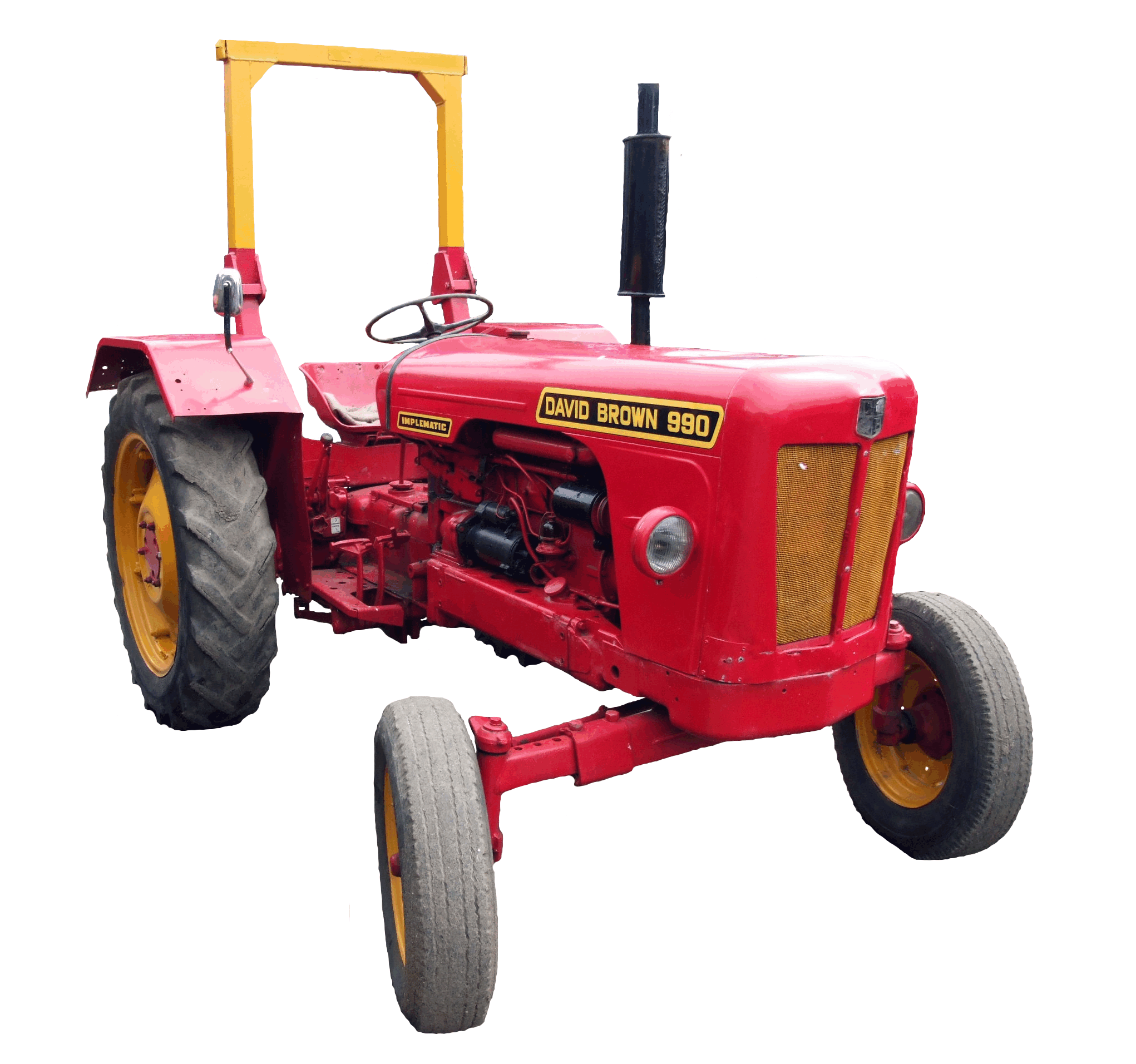
Tractor David Brown 990 Implematic fabricado en Meltham alrededor de 1964

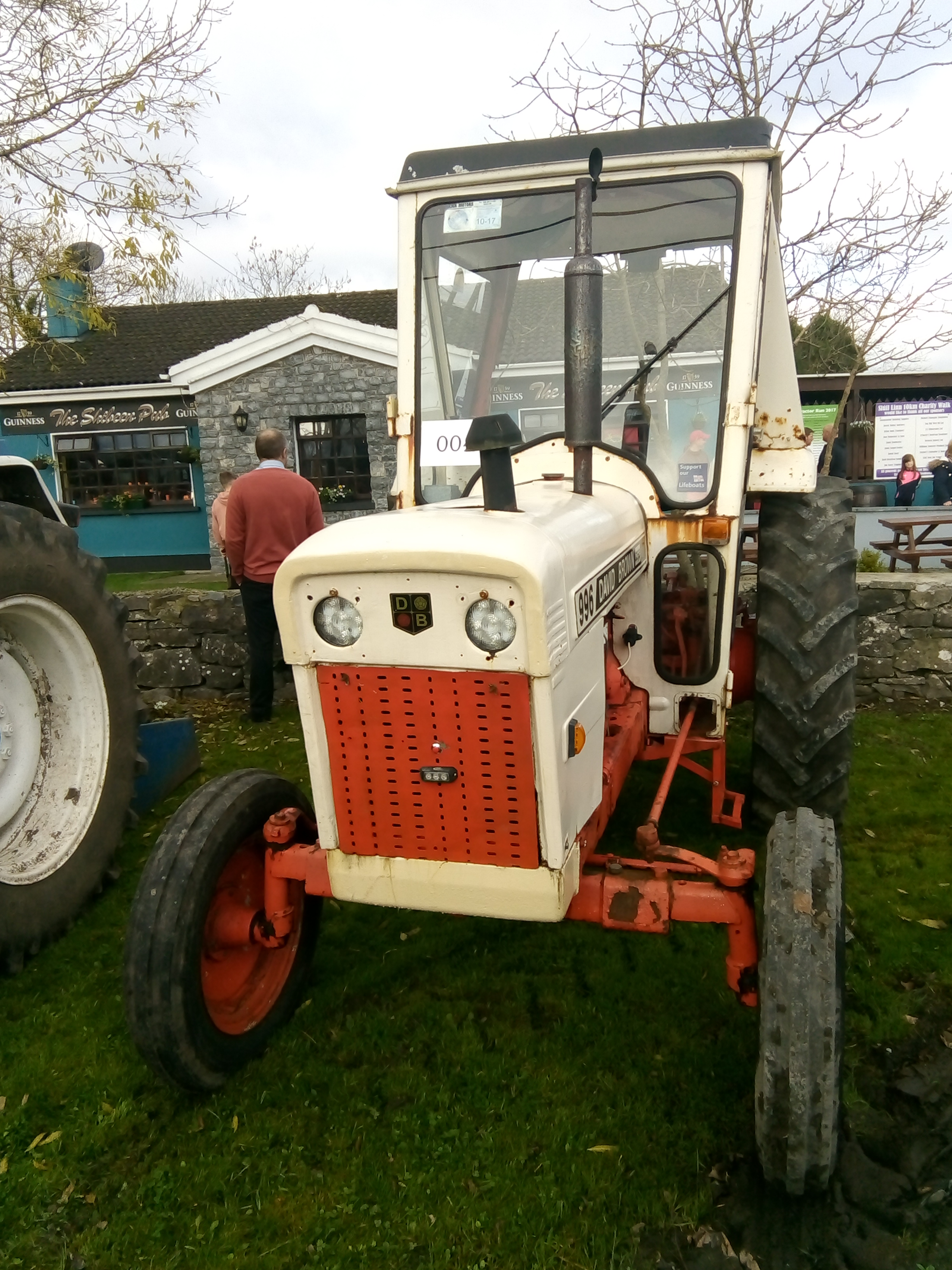
Tractor sincronizado David Brown 996 (década de 1970)

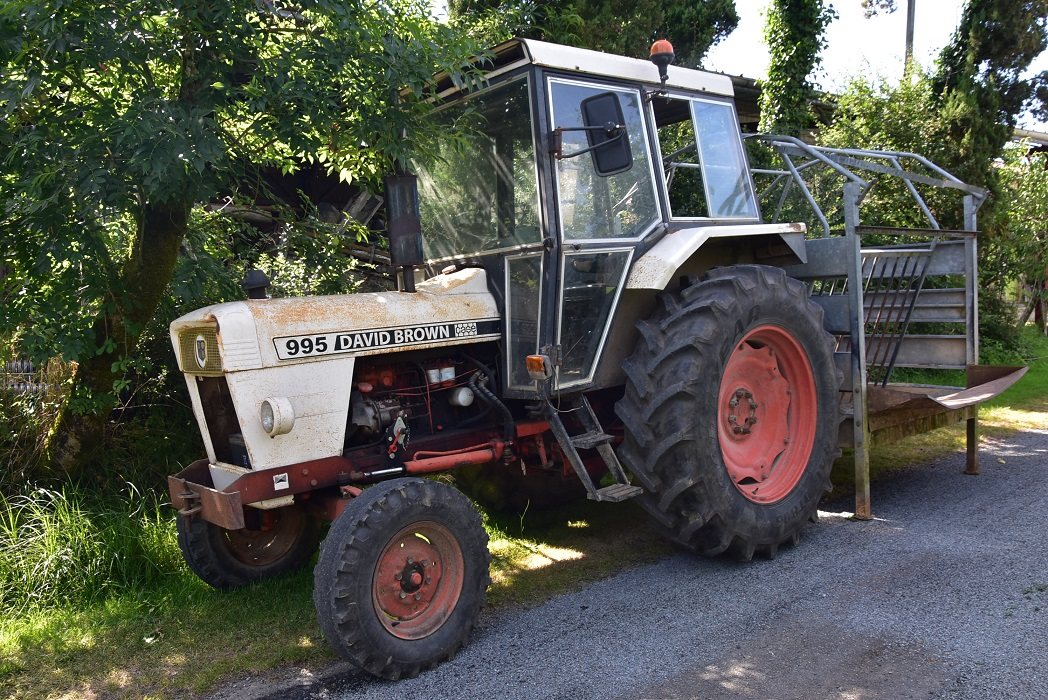
DB 995-Case, Francia

- VAK1 1939–1945
- VTK1 y VIG1 1941–1949
- VAK1A 1945–1947
- VAK1C Cropmaster 1947–1954
- DB4 1942–1949 (110 construidos)
- Capitán 1948–1965
- 50TD Trackmaster 1950–1963
- 30TD Trackmaster 1953– ?
- DB25 y DB30 1953–1958
- VAD 50D 1953–1959
- Serie 900 1955–1957
- VAD 12 2D portaherramientas ligero de 1956–1964
- 950 Serie Implematic 1958–1961
- 850 Serie Implematic 1961–1965
- Serie 750 Farmatic 19??– ?
- 880 Serie Implematic 1961–1965
- 990 Serie Implematic 1961–1965
- Serie 770 Selectamatic 1965–1970
- Serie 880 Selectamatic 1965–1971
- Serie 990 Selectamatic 1965–1971
- Serie 1200 Selectamatic 1967–1971
- Serie 780 Selectamatic 1965–1971
- 885 sincronizado 1971–1979
- 990,995,996 sincronizado 1971-1979
- 1210 Caja de cambios manual 1971-1979
- 1212 Hydra-Shift 1971-1979
- 1410 Caja de cambios manual por primera vez con turbocompresor David Brown 1974–1979
- 1412 Hydra-Shift; primer David Brown turboalimentado 1974–1979
- Serie 1190 1979–1983
- Serie 1290 1979–1983
- Serie 1390 1979–1983
- Serie 1490 1979–1983
- Serie 1690 1979–1982
- Serie 1690 Turbo 1982-1983
- Serie 1194 1983–1988
- Serie 1294 1983–1988
- Serie 1394 1983–1988
- Serie 1494 1983–1988
- Serie 1594 1983–1988
- Serie 1694 1983–1988

Modelos exportados
- 775 Selectamatic mercado alemán
- 3800 (780 gasolina) mercado americano
- 4600 (880 gasolina) mercado americano
- Oliver 500–600 rebautizado 850 y 950 en el mercado estadounidense